# Übersetzerbarke
Die Übersetzerbarke ist ein Literaturpreis, der seit 2004 vom Verband deutschsprachiger Übersetzer/innen literarischer und wissenschaftlicher Werke an „übersetzerfreundliche Verlagsmenschen oder Persönlichkeiten des öffentlichen Lebens“ verliehen wird.
Der Preis soll positive Beispiele insbesondere im Bereich von Übersetzernennung und Vertragsgestaltung in Verlagswesen und Buchhandel ausdrücklich würdigen und damit zusammenhängenden Fragen Öffentlichkeit schaffen. Der undotierte Preis hat die Form eines Originalkunstwerks, das „für das Übersetzen in seiner konkreten wie übertragenen Bedeutung steht“. Die Vergabe des Preises erfolgt durch eine unabhängige Jury, der 2019 Christiane Buchner, Frank Heibert und Eva Profousová angehörten.

## Preisträger
- 2023: Magazin TraLaLit, Online-Magazin für übersetzte Literatur
- 2022: Sabine Baumann, Verlagslektorin und Übersetzerin
- 2021: Anita Djafari, Literaturvermittlerin
- 2019: Buchhandlung Christiansen, Hamburg
- 2018: Katharina Raabe, Lektorin und Herausgeberin
- 2017: Maja Pflüger, stellvertretende Leiterin des Bereichs „Völkerverständigung Europa und seine Nachbarn“ bei der Robert Bosch Stiftung
- 2016: Sebastian Guggolz, Verleger
- 2015: Elke Schmitter, Literaturkritikerin und Autorin
- 2014: Katrin Lange, Programmreferentin am Literaturhaus München
- 2013: Bärbel Flad, Lektorin bei Kiepenheuer & Witsch
- 2012: Burkhard Müller, Literaturkritiker und Publizist
- 2011: Beate Frauenschuh, Lektorin der Stadtbücherei Heidelberg
- 2010: Jürgen Dormagen, Lektor des lateinamerikanische Literaturprogramms des Suhrkamp- und Insel-Verlags
- 2009: Jürgen Jakob Becker, stellvertretender Geschäftsleiter des Literarischen Colloquiums Berlin
- 2008: Dörlemann Verlag, Zürich
- 2007: Denis Scheck, Literaturkritiker
- 2006: Maike Albath, Literaturkritikerin
- 2005: Unionsverlag, Zürich
- 2004: marebuchverlag, Hamburg